# Antibarbarus
Antibarbarus är en naturvetenskaplig skrift av August Strindberg, utkommen på tyska 1894 och på svenska 1906. Boken redogör för resultaten av Strindbergs kemiska experiment under den så kallade ”infernokrisen”. I inledningen förklarar sig författaren inta en monistisk ståndpunkt i fråga om materiens sammansättning, det vill säga att alla grundämnen egentligen är ett och detsamma. Senare bedömare har ansett det naturvetenskapliga värdet av Strindbergs studier vara ringa. Kemiprofessorn George B Kauffman, som 1983 granskade Strindbergs texter om kemi, ansåg att dennes ”överdrivet känslomässiga engagemang och mystiska tro på analogier, och tal resulterade i en nästan komplett avsaknad av objektivitet i experiment och teorier”. Den svenska originalutgåvan, som senare återutgivits i faksimil, illustrerades och formgavs på ett extravagant sätt av Arthur Sjögren.